# Elezioni europee del 2014 in Danimarca
Le elezioni europee del 2014 in Danimarca si sono tenute il 25 maggio per il rinnovo della delegazione danese al Parlamento europeo.

## Risultati
| Liste  | Liste                              | Gruppo    | Voti      | %     | +/-  | Seggi | +/-     |
| ------ | ---------------------------------- | --------- | --------- | ----- | ---- | ----- | ------- |
|        | Partito Popolare Danese (DF)       | ECR       | 605.889   | 26,61 | 11,3 | 4     | 2       |
|        | Socialdemocratici (A)              | S&D       | 435.245   | 19,12 | 2,4  | 3     | 1       |
|        | Venstre (V)                        | ALDE      | 379.840   | 16,68 | 3,5  | 2     | 1       |
|        | Partito Popolare Socialista (SF)   | Verdi/ALE | 249.305   | 10,95 | 5,0  | 1     | 1       |
|        | Partito Popolare Conservatore (KF) | PPE       | 208.262   | 9,15  | 3,6  | 1     | Stabile |
|        | Movimento Popolare contro l'UE (N) | GUE/NGL   | 183.724   | 8,07  | 0,9  | 1     | Stabile |
|        | Sinistra Radicale (RV)             | ALDE      | 148.949   | 6,54  | 2,2  | 1     | 1       |
|        | Alleanza Liberale                  | -         | 65.480    | 2,88  | 2,3  | -     | Stabile |
| Totale | Totale                             | Totale    | 2.276.694 |       |      | 13    |         |